# Taurocatapsia

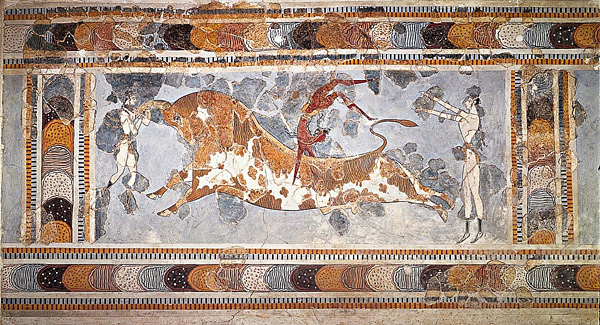
L'affresco della taurocatapsia nel Grande Palazzo a Cnosso, Creta

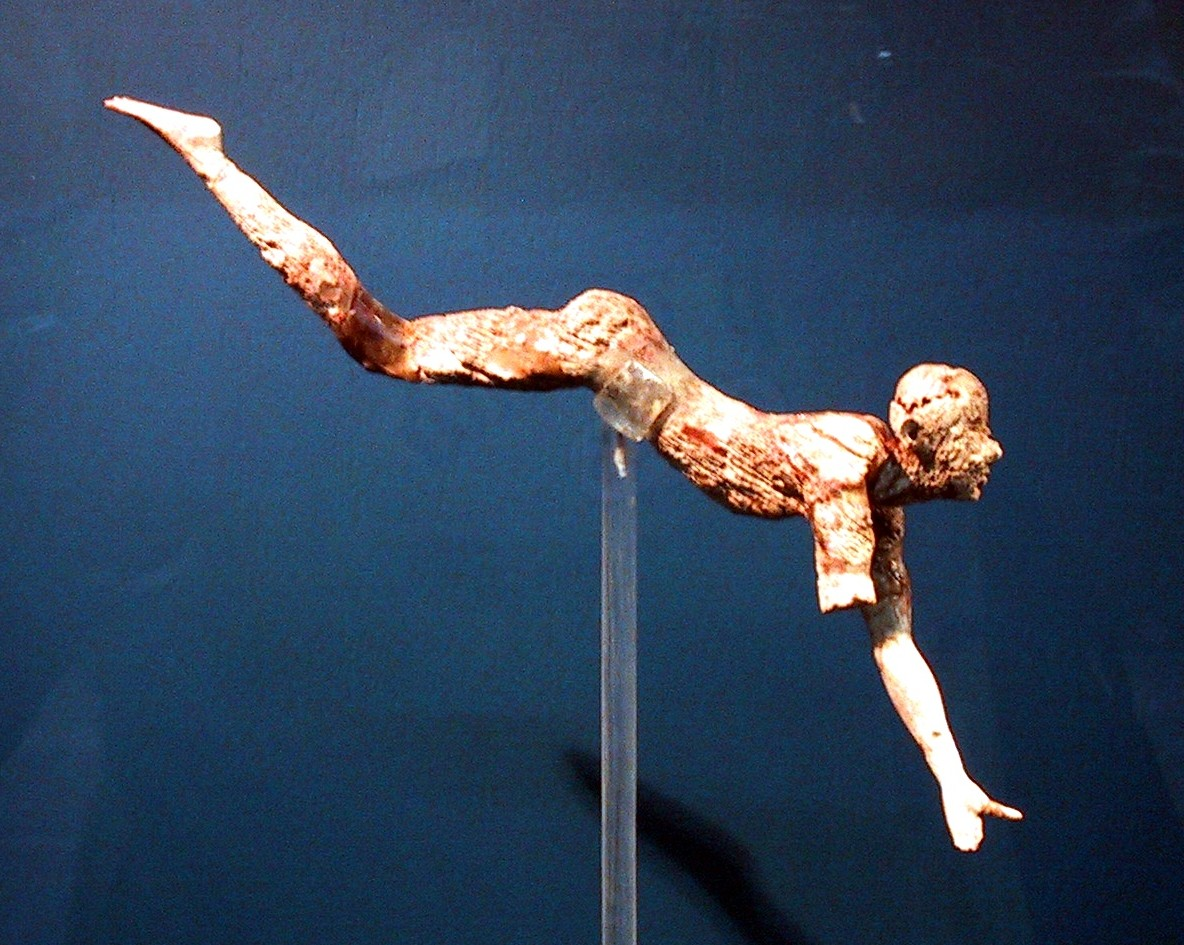
Il saltatore di tori, statuetta d'avorio proveniente dal palazzo di Cnosso (Creta), la sola figura completa sopravvissuta fra le tante. Questa è la rappresentazione tridimensionale più antica del salto del toro. Si presume che dei fili in oro fossero usati per sospendere la statuetta sopra un toro.

La taurocatàpsia (dal greco ταυροκαθάψια- taurokathápsia) è uno stile di arte figurativa della media età del bronzo, particolarmente riferita alla Creta minoica, ma anche trovata nell'Anatolia ittita, nel Levante, nella Battria e nella Valle dell'Indo. Spesso interpretata come la rappresentazione di un rituale officiato in concomitanza con la venerazione del toro. Questo rituale consiste in un salto acrobatico sopra un toro;  quando il saltatore lo afferra per le corna, il toro allora darà violentemente un colpo verso l'alto con la sua testa, fornendo al saltatore il momento e la spinta necessari per eseguire salti mortali e altre abilità acrobatiche.
Salto del toro:
- Tipo I: l'acrobata avvicina il toro frontalmente, gli afferra le corna, e infine compie dei salti mortali all'indietro.

- Tipo II: l'acrobata avvicina il toro frontalmente, si tuffa sopra le corna senza toccarle e spingendo se stesso con le sue mani dalla schiena del toro in un salto mortale all'indietro.
- Tipo III: l'acrobata viene rappresentato a mezz'aria sopra la schiena del toro, fronteggiando lo stesso lato dell'animale.

Le rappresentazioni del III tipo sono spesso trovate nei reperti del Tardo Minoico IIIB (dal XIV al XIII secolo a.C.). Gli affreschi a Tell el Dab'a risalenti al XVIII dinastia (dal XVI al XIV secolo a.C.) mostrano disegni similari, oltre ai motivi squisitamente egiziani, per la cui ragione essi di solito sono stati ascritti agli artigiani egiziani che impararono (imitando) quell'arte, piuttosto che direttamente a quelli minoici.
Altri esempi di scene con il salto sul toro sono state trovate in Siria, come nell'impronta di un sigillo cilindrico trovato al livello VII a Alalakh (periodo Antico Babilonese, XIX o XVIII secolo a.C.) che mostra due acrobati che si esibiscono stando in verticale sulle mani sulla schiena del toro, con una segno di ankh posto fra loro; in un altro sigillo appartenente a un dipendente di Shamshi-Adad I (1800 a.C. ca.), oltre ad altri esempi siriani.  Inoltre, nel 1997, venne scoperto un vaso nel sito turco di Hüseyindede, nella provincia di Çorum, risalente all'Antico Regno ittita (XVIII-XV secolo a.C.).

## Creta minoica
A Creta, nell'età del bronzo, si pensava fosse stato un rituale chiave nella religione della civiltà minoica. Come nel caso di altre civiltà del Mediterraneo, il toro era oggetto di culto e venerazione. La rappresentazione del toro nel palazzo di Cnosso è un simbolo diffuso nell'arte e nella decorazione di questo sito archeologico.
La supposizione, largamente dibattuta dagli studiosi, è che l'iconografia rappresenti uno sport rituale e/o un'esibizione in cui gli atleti letteralmente volteggiavano sopra i tori, come parte di un rito cerimoniale.

## Taurocatapsia contemporanea

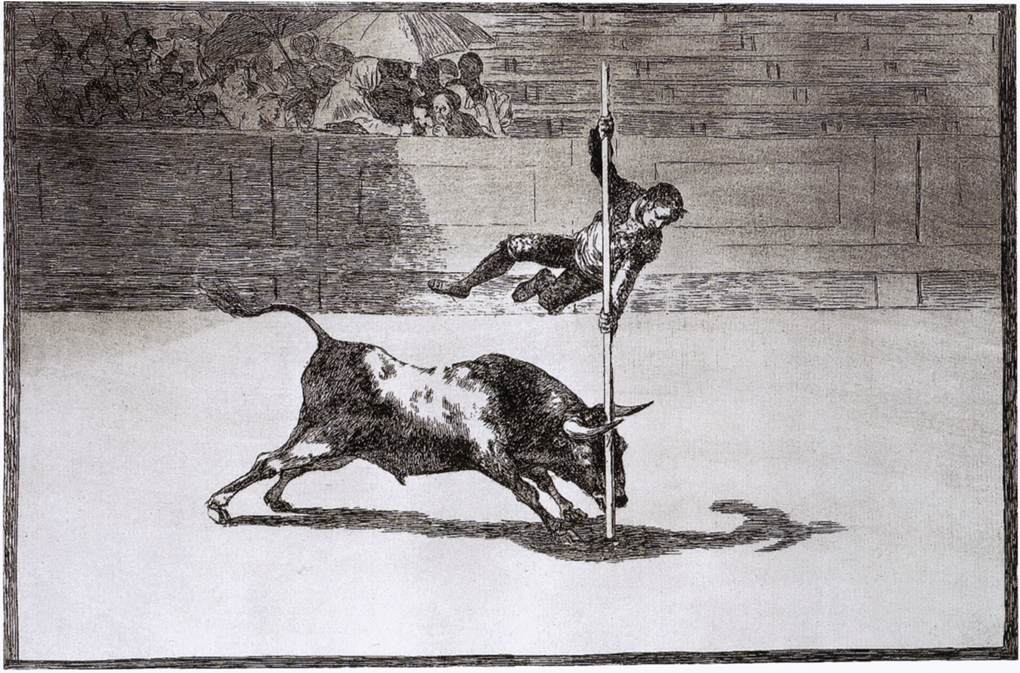
La velocità e l'audacia di Juanito Apiñani nell'Arena di Madrid (1815-16). Incisione e acquatinta di Francisco de Goya.

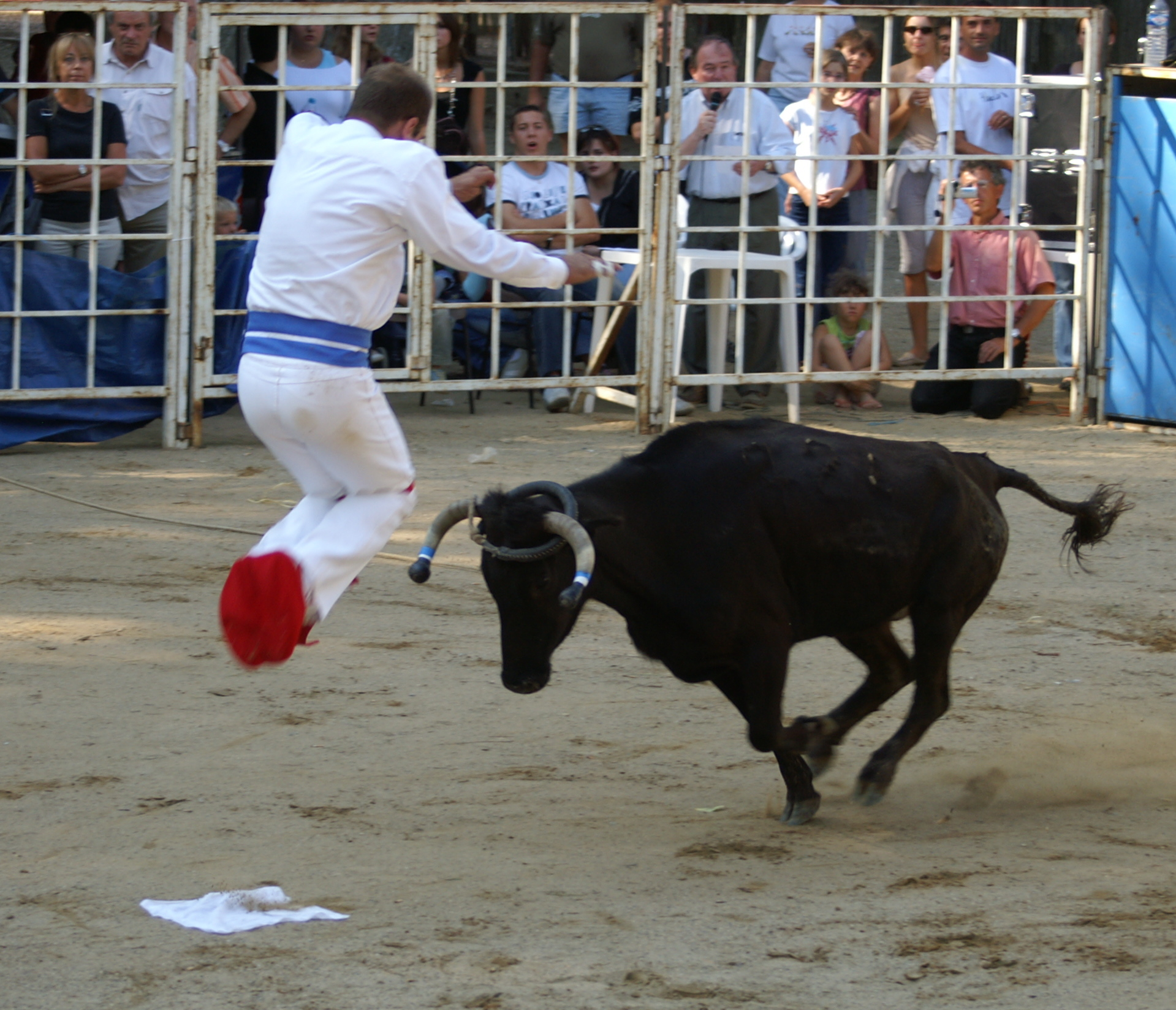
un "saltatore" nel 2006

La taurocatapsia viene ancora praticata nella Francia sud-occidentale, dove è tradizionalmente conosciuta come Course Landaise (sebbene vengano usate giovani mucche al posto dei tori). La città di Mont-de-Marsan in Guascogna è rinomata per i suoi splendidi sauteurs ("saltatori") ed écarteurs ("schivatori") vestiti con panciotti di broccato. Essi gareggiano in squadre, tentando di usare con abilità il loro ampio repertorio di sotterfugi e salti acrobatici, onde evitare le cariche della mucca.
La mucca è tipicamente condotta con una lunga corda attaccata alle sue corna, in modo che essa corra direttamente verso gli "esibizionisti" e possa essere tenuta sotto controllo onde evitare loro di essere calpestati o colpiti nel caso fallissero in qualche espediente. Sebbene ci sia poco da rischiare da parte della mucca, in questa forma di contesto, resta comunque un "gioco" altamente pericoloso per le persone partecipanti; un importante cittadino di Mons, Jean-Pierre Rachou, venne ucciso nel 2001, cadendo e battendo la testa dopo essere stato colpito dalla mucca.
In Francia le corse landesi (di Landes) si praticano da marzo a ottobre in occasione di festività in molte città e villaggi, tra cui: Nogaro, Mont-de-Marsan, Dax, Castelnau-d’Auzan e molti altri luoghi. Naturalmente ci sono anche campionati nazionali.
Un evento simile, ma anche una tradizione più pericolosa di taurocatapsia non-violenta, viene praticato in alcune parti della Spagna. Noti come recortadores (lett. "riaccorciatori"), gli atleti competono schivando e saltando sui tori senza l'uso di mantellina o spada. Alcuni recortadores usano letteralmente un lungo palo per praticare il salto con l'asta (che è più grande del tipo usato nello sport francese) mentre l'animale sta caricando, e non controllato da nessuna fune o altre precauzioni per quanto concerne la sicurezza.
Un altro esempio di manifestazione correlata è il Jallikattu, la celebrazione del Pongal (festività legata al periodo del raccolto) relazionata a un evento sportivo a Tamil Nadu, India. I partecipanti a questa "gara" cercano di saltare sopra un toro, specificamente cercando di afferrare il premio, ovvero i pacchi di banconote legate alle corna del toro. Questo antico evento è stato raffigurato nell'arte rupestre risalente almeno al III secolo a.C.